# تادئوش مازویتسکی
تادئوش مازویتسکی (لهستانی: Tadeusz Mazowi زاده ۱۸ آوریل ۱۹۲۷ – درگذشته ۲۸ اکتبر ۲۰۱۳) پدیدآورنده، نیکوکار، روزنامه‌نگار و سیاستمدار اهل لهستان بود که بین سال‌های ۱۹۸۹ تا ۱۹۹۱ سمت نخست‌وزیری لهستان را برعهده داشت.

## زندگی
تادئوش مازویتسکی در ۱۸ آوریل ۱۹۲۸ در لهستان متولد شد. او از یک خانواده نجیب لهستانی بود. هر دو والدین او در یک بیمارستان محلی مشغول به کار بودند. پدرش دکتر آنجا بود، در حالی که مادرش یک خیریه برای فقرا داشت. تحصیلات تادئوش با وقوع جنگ جهانی دوم متوقف شد. در طول جنگ او در بیمارستانی که پدر و مادرش کار می‌کردند، مشغول به کار شد. پس از اخراج نیروهای آلمانی از پوتسک، تادئوش تحصیلات خود را از سر گرفت و در سال ۱۹۴۶ فارغ‌التحصیل شد. او سپس به لادو و سپس به ورشو نقل مکان کرد و در آنجا در دانشکده حقوق دانشگاه ورشو به تحصیلات خود ادامه داد. با این حال، او هرگز فارغ‌التحصیل شد و به جای آن خود را به فعالیت در انجمن‌های مختلف کاتولیک و نشریات اختصاص داد.

## فعالیت‌ها
تادئوش مازویتسکی، یکی از بانیان مذاکرات رهبران کمونیست و اپوزیسیون در لهستان بود که در نتیجه آن انتخابات ژوئن ۱۹۸۹ در این کشور شد. در این انتخابات حزب همبستگی به پیروزی رسید که این پیروزی با حمایت اکثریت نمایندگان پارلمان از کابینه جدید، مواجه گردید و نقش عمده‌ای در فروپاشی کمونیسم در سراسر اروپای شرقی ایفا کرد.
تادئوش مازویتسکی اولین نخست‌وزیر غیرکمونیست لهستان در این کشور بود او به عنوان نماد انتقال مسالمت‌آمیز قدرت در اروپای شرقی، همواره از طرفداران پیوستن لهستان به اتحادیه اروپا بود.
مازویتسکی به عنوان گزارشگر ویژه برای یوگسلاوی سابق در پی بالاگرفتن آتش جنگ بالکان، تعیین شد.
وی سردبیر هفته‌نامه همبستگی نخستین نشریه متعلق به جریان مخالف کمونیستم در لهستان بود. این هفته‌نامه در سال ۱۹۸۱ و در پی اعلام حکومت نظامی توقیف شد.

## درگذشت
تادئوش مازویتسکی در ۲۸ اکتبر ۲۰۱۳، در سن ۸۶ سالگی درگذشت.